# Cheating on You
"Cheating On You" es una canción grabada por el artista estadounidense Charlie Puth. Fue publicado para descarga digital y streaming el 2 de octubre de 2019. La canción fue escrita por Charlie Puth y Jacob Kasher.
En 2021, esta canción se convirtió en un sleeper hit, llegando a entrar en listas de Spotify como las de Indonesia, Singapur, Filipinas, Tailandia y otras del continente asiático y acumulando más de 230 millones de reproducciones en Spotify, además de volverse viral en la plataforma de vídeos llamada TikTok con más de 200 mil vídeos que utilizan la canción como fondo.

## Antecedentes
Antes de la publicación de la canción, Puth dijo en su cuenta de Twitter: "La canción final fuera de esta trilogía [Conformada junto a I Warned Myself y Mother] se llama Cheating On You... Y prometo que la canción no suena como el título sugiere."

## Videoclip
Un vídeoclip acompañó la publicación de "Cheating on You", el cual fue publicado en YouTube el 1 de octubre de 2019. El vídeo fue dirigido por Tyler Yee. En el inicio del vídeo se muestra un mensaje que lee: "Esta canción no es sobre una persona. Es sobre un sentimiento que nunca he tenido." El vídeo fue grabado en la ciudad de Nueva York.

## Listado de canciones
| Descarga digital |                   |          |  |
| N.º              | Título            | Duración |  |
| 1.               | «Cheating on You» | 3:16     |  |

## Posiciones en listas
| Lista (2019-2022)                   | Posición más alta |
| ----------------------------------- | ----------------- |
| Nueva Zelanda Hot Singles (RMNZ)    | 23                |
| Singapur (RIAS)                     | 22                |
| Vietnam (Billboard Vietnam Hot 100) | 77                |

## Historial de publicación
| País           | Fecha                 | Formato                     | Discográfica   |
| -------------- | --------------------- | --------------------------- | -------------- |
| Varios         | 2 de octubre de 2019  | Descarga digital, streaming | Artist Partner |
| Estados Unidos | 1 de octubre de 2019  | Hot Modern AC               | Atlantic       |
| Estados Unidos | 11 de octubre de 2019 | Contemporary hit radio      | Atlantic       |
| Varios         | 21 de julio de 2021   | Descarga digital, streaming | Atlantic       |